# Горная школа Парижа
Горная школа Парижа (фр. École nationale supérieure des mines de Paris) — высшая школа для подготовки инженеров, находящаяся в подчинении Министерства промышленности, основной задачей которой является подготовка элиты инженеров для промышленности, в особенности, в области энергетики и добывающей промышленности. Входит в состав Института Mines-Télécom. Является членом Conférence des grandes écoles, Groupe des écoles des mines и с 2012 года — Центра исследований и высшего образования Paris Sciences et Lettres — Quartier latin. В мае 2022 года горная школа сменила название на Mines Paris — PSL.
При Горной школе также существует минералогический музей, коллекция которого — одна из крупнейших в мире.

## История
Горная школа Парижа ведёт свою историю с 1778 года, когда при французском Монетном дворе король Людовик XVI решил ввести должность главы минералогии и металлургии. Это положило начало Школе горной промышленности, открывшейся пять лет спустя в 1783 году и устроенной наподобие школ по строительству дорог и мостов, которые действовали в Париже с 1747 года и имели большой успех.
Первым руководителем Горной школы был Бальтазар Саж, член Французской Академии наук.
В 1802 году первый консул Франции, Наполеон Бонапарт, разделил Горную школу на два учреждения: Geislautern — отделение по изучению железа и угля, и Peisey Nancroix — отделение по изучению меди, серебра и источников высокой энергии.
Во время создания школы, горнодобывающая промышленность была переводой отраслью и стратегическим сектором, с задачами в различных областях - от геофизики и технологического проектирования, до геополитики и управления экономическими ресурсами. Целью Горной школы была подготовка инженеров, способных решать такие задачи. Со временем, школа подстраивалась под новые области и задачи, создав таким образом образовательную программу "общего профиля" (фр. généraliste).
Горная школа Парижа входит в состав Института Мин-Телеком (фр. Institut Mines-Telecom, IMT) вместе с 7 другими высшими школами. Выпускники горной школы занимают высокие позиции в правительстве, администрации и во французских корпорациях.

## Кампус
Главный корпус Горной школы с 1816 года находится на границе Люксембургского сада, по адресу 60 бульвар Сен-Мишель, в здании отеля Вандом. В 1967 к школе были добавлены корпусы в Фонтебло и Эври, в Парижском регионе, а в 1976 - корпус в технопололисе София Антиполис возле Ниццы.
В 1933 году было построено общежитие для студентов Горной школы - La Maison des Mines. В этом общежитии, расположенном в доме 270 по улице Сен-Жак, в пятистах метрах от Люксембургского сада, порядка 200 комнат на 1-2 человек. Группировкой студентов в биномы и распределением комнат занимается студсовет. В здании общежития также расположено несколько конференц-залов, спортзал, две звукоизолированных комнаты для занятий музыкой и студенческий бар. Между собой студенты называют общежитие школы "Ля Мё" (фр. La Meuh).

## Обучение
В Горной школе существуют многочисленные программы обучения: инженерный цикл, магистратура (Masters), бакалавриат (Licences), специализированные магистратуры (Mastères Spécialisés), программа для экспертов-госслужащих (Corps des Mines) и аспирантура (doctorat).

### Инженерный цикл
Ядром образовательного процесса является, как раз, инженерный цикл, который состоит из трех лет обучения (равносильно 3 — 6 курсам в российском ВУЗе). Набор на инженерный цикл осуществляется по принципу «республиканское право» (фр. mérite républicaine ), то есть через открытый конкурс.
Различают вступительный конкурс:
- для студентов, успешно окончивших «подготовительный класс к высшим школам» (фр. classe préparatoire aux grandes écoles)

- для студентов, окончивших минимум два года французского университета

- для студентов-иностранцев окончивших минимум два года иностранного университета

Каждый год 110-115 студентов поступают в Горную школу после подготовительных классов. Студенты, принятые в Горную школу после обучения в университете, называются "АСТ" (фр. Admis sur Titre ). Они могут быть приняты на первый год обучения или же сразу на второй.

#### Направления специализации
Все студенты инженерного цикла должны на третьем году выбрать направление специализации (фр. Option ). Список возможных направлений обновляется каждый год. На 2024 год существует 17 направлений из 6 различных областей (математика и цифровые технологии, физика, энергетика, управление и экономика, биотехнологии, инновации и предпринимательство).

#### Студенческая жизнь
В свободное от учебы время, студенты Горной школы могут принимать участие в многочисленных ассоциациях и спортивных клубах.
Организацией подавляющего большинства студенческих мероприятий занимается Студсовет (фр. Bureau des élèves). Студсовет состоит исключительно из студентов второго года обучения инженерного цикла. В конце каждого учебного года студенты первого года обучения, желающие попасть в студсовет, собираются в две конкурирующие группы и в течение одной недели организуют избирательную кампанию. Во время этой кампании каждая группа-кандидат (лист) организует вечеринки и развлекательные мероприятия для студентов.

### Corps des Mines
Corps des Mines - это элитная трехлетняя программа подготовки специалистов, которые впоследствии займут высокие позиции в администрации и крупных корпорациях. Каждый год, одного выпускника инженерного цикла Горной школы принимают на эту программу, вместе с несколькими выпускниками Политехнической школы и Высших нормальных школ.

## Рейтинг
Горная школа Парижа стабильно занимает 3-е место среди Высших инженерных школ Франции, уступая лишь Политехнической школе и École centrale Paris, входя в десятку инженерных школ группы А+.
Горная школа Парижа получила 31-е место в мировом рейтинге ВУЗов, опубликованном New York Times в октябре 2012 года.
Горной школой Парижа также публикуется собственный рейтинг мировых высших учебных заведений (Mines ParisTech: профессиональный рейтинг мировых университетов), составляемый на основе количества выпускников, занимающих посты директоров компаний из списка 500 крупнейших международных компаний Fortune Global 500. Согласно этому рейтингу в 2011 года Горная школа Парижа занимала 21 место в мире и 5 место во Франции.

## Знаменитые выпускники[13]
- Пьер Бертье — французский геолог, первооткрыватель бокситов.
- Максим Вильом (фр. Maxime Vuillaume) — прозаик, публицист, журналист, коммунар.
- Жорж Шарпак (фр. Georges Charpak) — физик, лауреат Нобелевской премии по физике в 1992 году
- Луи Поль Кайете (фр. Louis Paul Cailletet) — физик и изобретатель, член Парижской академии наук
- Пьер Луи Антуан Кордье (фр. Pierre-Louis-Antoine Cordier) — геолог, минералог, петрограф.
- Игнацы Домейко (фр. Ignacy Domeyko) — геолог, минералог, географ и этнолог
- Карлос Гон (фр. Carlos Ghosn) — президент и генеральный директор компаний Renault и Nissan
- Эмиль Жаваль (фр. Émile Javal) — французский врач и политический деятель, сын Леопольда Жаваля
- Жак де Морган (фр. Jacques de Morgan) — археолог и египтолог
- Ален Поэр (фр. Alain Poher) — французский государственный деятель, председатель Сената Франции, единственный в истории Пятой республики временно исполняющий обязанности президента республики
- Леон Вальрас (фр. Marie-Ésprit-Léon Walras) — экономист, лидер лозаннской школы маржинализма
- Фредерик Ле Пле (фр. Frédéric Le Play) — социолог, политический деятель, общественный реформатор, экономист, горный инженер, педагог, профессор Политехнической школы в Париже.
- Сент-Клер Девиль, Шарль — геолог, вулканолог, метеоролог. Член Французской академии наук

## Преподаватели
Многие преподаватели школы широко известны за ее кругами:
- Жан-Эммануэль Ре (фр. Jean-Emmanuel Ray) - преподаватель трудового права, французский юрист.
- Бертран Мори (фр. Bertrand Maury) - преподаватель математики, французский математик, лауреат премии Блеза-Паскаля.
- Жан-Марк Жанковиси (фр. Jean-Marc Jancovici) - преподаватель энергетики и климата, президент ассоциации The Shift Project[англ.].